# 大矢正和
大矢 正和（おおや まさかず、1969年 - ）フリーイラストレーター。東京生まれ。
『スポーツのおはなし(柔道) 柔道がすき』（著:須藤靖貴 、講談社、2019年）『仙台真田氏物語 幸村の遺志を守った娘、阿梅』（著：堀米 薫、くもん出版、2016年）くのいち小桜忍法帖(1) 月夜に見参！』（著：斉藤 洋、あすなろ書房、2015年）
3びきのお医者さん』（作：杉山 亮、佼成出版社、2014年）『米村でんじろうのDVDでわかるおもしろ実験！！』漫画、シアター!など。
日本大学理工学部卒業後、フリーイラストレーターになる。